# 13P/Olbers
Комета Ольберса (13P/Olbers) — короткоперіодична комета з орбітальним періодом 69 років, що належить до типу Галлея. Востаннє комету зафіксовано у 1956 році. Наступний перигелій очікується 30 червня 2024 року.

## Історія спостереження

### Відкриття
Генріх Вільгельм Маттіас Ольберс відкрив комету 6 березня 1815 року. Вона підійшла до перигелію 26 квітня 1815 року, досягла видимої зоряної величини близько 5, і була слабо видима неозброєним оком.
Протягом 1887 року пошуки комети були безуспішними, утім її випадково знайшов Вільям Роберт Брукс 25 серпня 1887 року. Він описав її, як об'єкт, який легко побачити через 9-дюймовий рефлектор, з яскравим ядром і слабким хвостом, який продовжував світитися протягом кількох днів після проходження перигелію. Комета яскравішала до близько 9 видимої зоряної величини. 28 липня 1887 року комета пройшла 0.081 а.о. (12.1 мільйон км) від Марса. 8 жовтня 1887 року минула перигелій.

### 1956 рік
Комета була виявлена 4 січня 1956 року Антоніном Мркосом. Тоді комета була розташована в Ерідані, а її видима величина була оцінена в 16. Потім він знайшов комету на матеріалах з обсерваторії Макдональда 12 листопада 1955 року. 19 червня 1956 року комета пройшла перигелій і досягла видимої зоряної величини 6,5, тоді хвіст комети мав довжину близько одного градуса.

### 2024 рік
Комета була виявлена 24 серпня 2023 року Аланом Хейлом з обсерваторії Лас-Камбрес у Сайдінг-Спрінг, а потім були знайдені додаткові зображення перед підтвердженням відкриття, зроблені 13 серпня. Тоді комета мала передбачувану видиму зоряну величину близько 22. 16 листопада 2023 року комета ввійшла в опозицію 139 градусів від Сонця. Потім вона дійде до перигелію 30 червня 2024 року, коли вона буде на відстані 1,18 а.о. від Сонця та 1,94 а.о. від Землі. Очікується, що вона стане яскравішою приблизно до 7-8 зоряної величини.
| Дата           | Відстань (а.о.)                 | Сонячна елонгація |
| -------------- | ------------------------------- | ----------------- |
| 20 червня 2024 | 1.895 а.о. (283.5 мільйонів км) | 35°               |
| 9 січня 2094   | 0.676 а.о. (101.1 мільйонів км) | 134°              |

### 2094 рік
Перед відновленням у 2023 році, Кіношіта Кацуо підрахував, що комета підійде до майбутнього проходження перигелію 22 березня 2094 року. З урахуванням спостережень 2023 року, час проходження перигелію очікується 15 березня 2094 року.
За деякими припущеннями, комета Ольберса пов'язана з метеорним дощем на Марсі, що надходить із напрямку Бета Великого Пса.

## Орбіта
Орбіту комети вперше обчислив Карл Фрідріх Гаусс 31 березня як параболічну. Фрідріх Бессель розрахував орбітальний період у 73,9 років, використовуючи спостереження з червня. Розрахунки інших астрономів тієї епохи дали результат між 72 і 77 роками. За сучасними обчисленнями, орбітальний період складає 74,9 роки для епохи 1815 року. Згідно сучасних досліджень комета обертається навколо Сонця кожні 25 400 днів (69,54 років).
| Епоха | Орбітальний період (роки) |
| ----- | ------------------------- |
| 1887  | 72,37                     |
| 1956  | 69,54                     |
| 2024  | 69,25                     |
| 2094  | 70,72                     |

## Орбіта комети відносно Землі
Через близькість орбіти до Землі, NASA JPL класифікує комету Ольберса як навколоземний об'єкт. Однак потенційно небезпечним він не вважається. Відстань між найближчою точкою її орбіти та Землею становить 0,48 а.о. (приблизно 71,8 мільйонів км). Майбутнє зіткнення із Землею не прогнозується.